# Glomera retusimentum
Glomera retusimentum är en orkidéart som beskrevs av Johannes Jacobus Smith. Glomera retusimentum ingår i släktet Glomera och familjen orkidéer. Inga underarter finns listade i Catalogue of Life.